# Emilio Grau Sala
Emilio Grau Sala (Barcelona, 1911-Barcelona, 1975) fue un pintor y grabador español, enmarcado en la llamada "Escuela de París".

## Vida y obra
Hijo del dibujante Juan Grau Miró. Si bien acude a la Escuela de Bellas Artes,su formación se considera mayormente autodidacta. Su primera exposición tiene lugar en 1930, en la “Sala Badrinas” de Barcelona.
Al estallar la guerra civil española (1936), Grau Sala abandona España con su esposa, la también pintora Ángeles Santos, y se instala en París. Allí permanecerá durante 25 años.
En París, Grau Sala conoce de cerca las vanguardias pero se decanta claramente por una figuración amable y colorista, derivada del impresionismo y del fauvismo. Era una vía ya asumida por el circuito comercial, superada en cuanto a novedad por el cubismo y el surrealismo, pero que se mantenía viva dentro de un alto nivel gracias a maestros longevos aún en activo como Pierre Bonnard, Marc Chagall y Raoul Dufy, a los que Grau Sala sigue con una dependencia acaso excesiva. Esta opción estilística del artista condicionó la de su esposa, conduciéndola hacia el paisaje convencional, lo que certificó el fin de Ángeles Santos como singular creadora surrealista, un influjo que los críticos no dudaron en lamentar. 
El estilo de Grau Sala, de un vago impresionismo servido con una paleta viva y variada, encuentra puertas abiertas en el mundo editorial y gráfico. Ilustra ediciones de “Madame Bovary”, “Las flores del mal”, "Pequeños poemas en prosa", "En busca del tiempo perdido" y “Bel Ami”, diseña carteles y produce litografías y aguafuertes. 
En 1963, Grau Sala retorna a Barcelona, cuando la anquilosada figuración de la España franquista empieza a ser contestada por Jorge de Oteiza, Eduardo Chillida, Antoni Tàpies y el colectivo “El Paso” (Antonio Saura, Manolo Millares, Rafael Canogar, Luis Feito). Pero él sigue fiel a su estilo, y hasta su muerte en 1975, deja una amplia producción dentro de las mismas coordenadas: figuras femeninas, interiores y paisajes, en una ambientación temporal vagamente clásica y nostálgica del siglo XIX. Una pintura de valor decorativo, que elude todo riesgo.
Tras su muerte, y durante más de una década, el arte de Grau Sala quedó ensombrecido por las múltiples novedades que afluían en la España democrática. Pero a partir de la década de los 90, el nuevo auge del coleccionismo de nivel medio relanzó a Grau Sala, al entenderle como un intérprete, en clave española y accesible, de un estilo genéricamente etiquetado como “impresionista”.